# 레코드 스토어 데이

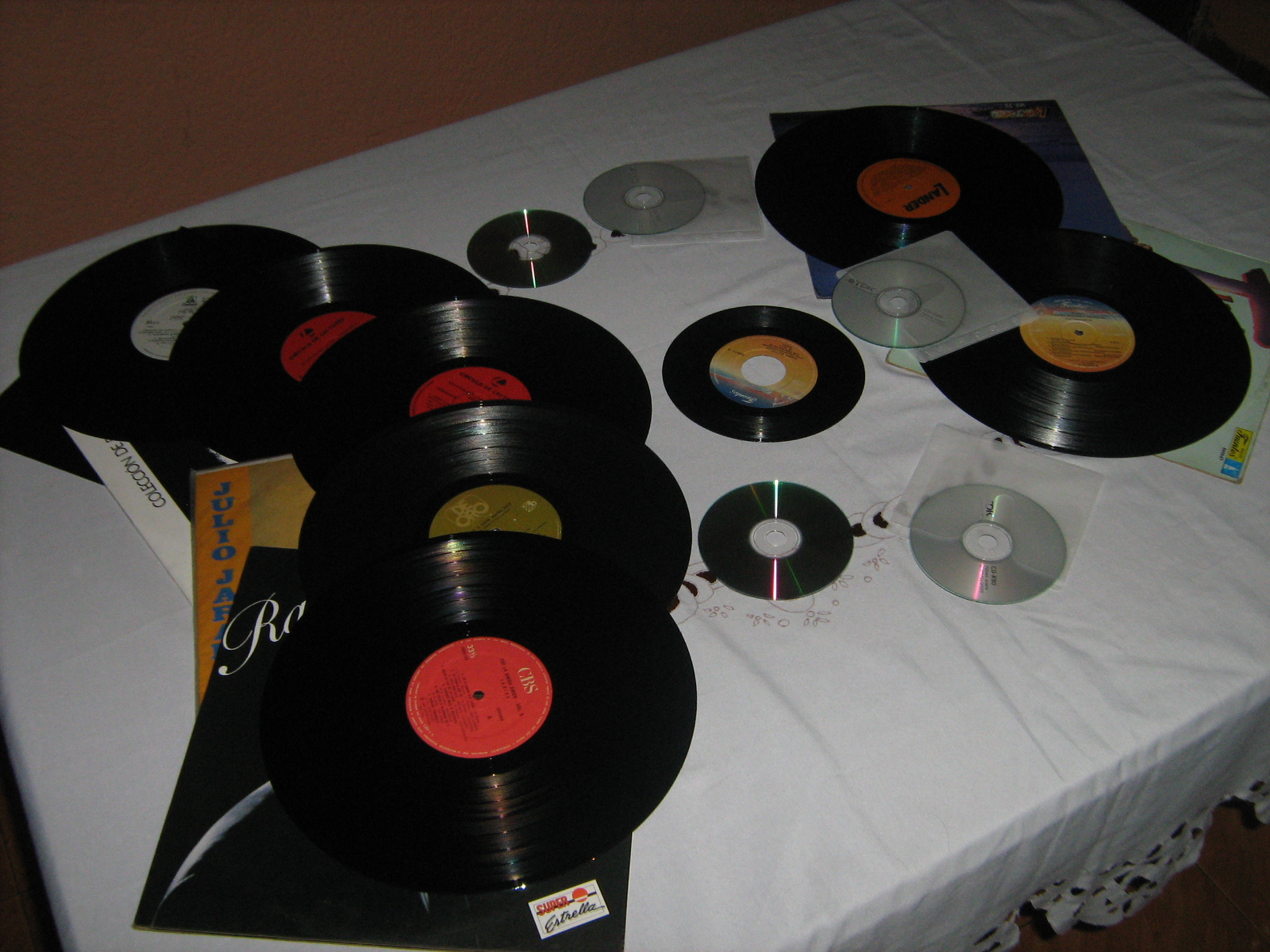

레코드 스토어 데이(Record Store Day)는 2007년 처음 열린 이후로 매년 열리는 행사이다. 주로 4월 중순에 열리며, 이 날은 음반이나 노래 등을 할인하여 판다.

## 배경
프리 코믹 북 데이에 영향을 받아 불 무스의 직원 크리스 브라운이 고안하여 2007년 설립되었다.

## 영향
유니버설 뮤직의 영업 관리자, 마크 페이드허브는 레코드 스토어 데이를 독립 레코드 가게에 "지금까지 일어난 좋은 점"이라고 하였다.